# کریستین مونتس
کریستین مونتس (انگلیسی: Christian Montes؛ زادهٔ ۱۲ ژانویهٔ ۱۹۴۲) بازیکن فوتبال اهل فرانسه است.
از باشگاه‌هایی که در آن بازی کرده‌است می‌توان به باشگاه فوتبال بوردو، آ.اس موناکو، و باشگاه فوتبال استراسبورگ اشاره کرد.